# Racionamento na Nicarágua
Em 1984, a FSLN anunciou o racionamento de 20 produtos básicos, incluindo arroz, açúcar, leite e papel higiénico. Naquela época, a FSLN estava a travar uma guerra cara contra os guerrilheiros Contra, financiados pelo governo Reagan. A FSLN tentou estabilizar a economia concentrando-se mais na produção de culturas de exportação e menos na produção de culturas nacionais.
Ao fazer isso, eles também tiveram que implementar o racionamento para que o consumo de safras nacionais fosse reduzido. A guerra tornou muito difícil sustentar a economia e a economia regular da Nicarágua foi diretamente afetada. O comércio e o investimento caíram a pique, o desemprego subiu para 25 por cento e a inflação atingiu mais de 36.000 por cento em 1988. Entre 1980 e 1990, o rendimento real médio per capita da Nicarágua caiu 35% e a incidência da pobreza aumentou para 44%.